# Monsun
Monsún ali monsúm je periodičen veter v Aziji. Glavni razlog za njegov nastanek je ponavadi temperaturna razlika med kopnim in morjem. Poleti, ko se kopno hitreje segreva kot morje, monsunski vetrovi pihajo s hladnejšega morja (visok zračni tlak) na toplejše kopno (nizek zračni tlak). Vetrovi, ki prihajajo z morja, so zelo vlažni, kar je glavni razlog, da s seboj prinašajo tudi obilne padavine. Na nastanek monsunov lahko vpliva tudi odklon vetra, kjer vrtenje Zemlje odbije vetrove na severni polobli v desno, na južni pa na levo.  Za njihov nastanek je potrebna tudi zadostna količina energije, ki se ustvari, ko se voda iz tekočega spremeni v plinasto stanje. Monsunsko podnebje se med drugim pojavlja tudi Afriki, Avstraliji in ob tihomorski obali, a najznačilnejše je za območja Azije, ki imajo velike razlike v tlaku, kar se kaže predvsem v razlikah v tlaku med Severno Azijo in Indijskem oceanu. Tam imajo monsuni tudi velik pomen za gospodarstvo, saj prinašajo ogromno padavin, ki so nujno potrebne za gojenje riža in ostalih pridelkov.

## Zgodovina
Beseda »monsun« verjetno izhaja iz arabske besede »موسم« (mausim), kar pomeni letni čas. Največkrat se beseda uporablja v zvezi z letnimi spremembami smeri vetra vzdolž obal Indijskega oceana, in še posebej v Arabskem morju, kjer polovico leta piha iz jugozahoda, drugo polovico pa iz severovzhoda. Vzrok tega je različno segrevanje azijske celine in južne ležečega morja na drugi strani
Grški mornar Hipal je verjetno prvi uporabil monsun za plovbo po Indijskem oceanu, saj je antično ime za monsunski veter na tem območju tudi hipal. Najbolj verjetno pa je bil prvi Grk, ki je obvladal monsun, ker so jemenski mornarji trgovali z Indijo že veliko pred njim.